# 喜久水酒造 (長野県)
喜久水酒造株式会社（きくすいしゅぞう）は、長野県飯田市にある酒類製造業者。南信州地域唯一の蔵元であり（後述）、清酒・焼酎・ワイン・リキュール等の各種商品を製造販売している。
醸造には、地下水を汲み上げて利用。焼酎醸造に用いる黒こうじの清酒への影響を避けるため、焼酎工場は完全別棟としている。

## 沿革
- 上柳昌彦の曽祖父の代まで続いた造り酒屋が起源。
- 1944年（昭和19年）7月26日下伊那酒造株式会社を創立。この会社は、飯田税務署管内にあった35～39の酒造場（35場[3]、36場[4]37場[5][6]、39場[7]）が、1943年(昭和18年)10月8日に発令された企業整備令により、半数の廃業がやむなくなったため、全員が一旦廃業して新しく設立した会社である[3]。創立時の新聞記事によれば、資本金120万円、2万4千株で、社長には宮島唯七、副社長には田口政治郎が就任した[8]。
- 1951年（昭和26年）7月 喜久水酒造株式会社に改称。社長には加藤義雄が就任した。
- 2002年（平成14年）9月 本社を飯田市鼎に移転。

### 喜久水という名称の由来
1944年（昭和19年）に設立された下伊那酒造株式会社は、飯田市中心部の仲ノ町にあった村田屋酒造店の建物等を利用して本社事務所および壜詰工場とした。醸造蔵は株主である当地区の酒蔵を用い、各蔵の持ち味を生かした昔ながらの酒造りが行われた。中でも市内の愛宕町にあった加藤酒造店は規模が大きく、中心的役割を担った。ところで、村田屋酒造店は酒の銘柄として「喜久水」を用いていたが、下伊那酒造株式会社設立時に組合員の投票により「喜久水」を銘柄名に決定した。村田屋酒造店がつけた喜久水の名は、慶応元年飯田藩士が楠木正成公の湊川神社から分霊を授かって祀られた場所で、楠木正成の家紋である菊水から「多くの人に長く久しく喜びを」との願いを込めて名付けられた。1947年（昭和22年）の飯田大火により村田屋酒造店の蔵も焼け落ちたが、2016年（平成28年）の発掘調査で、「村田酒店」の筆書きがある預け徳利が発掘されている。

## 代表
- 代表取締役社長 加藤昇

## 事業所
- 本社・醸造場・製品化工場（長野県飯田市）

## 主要製品

### 清酒
- 喜久水
- 純米吟醸 猿庫の泉
- 純米大吟醸 翠嶂
- 大吟醸 聖岳
- 純米 風越
- 特別本醸造 髙嶺錦
- 本醸造にごり酒 白貴天龍
- 本醸造 歓

### 焼酎
- 今此処（乙類、麦）
- OTO（乙類、麦）
- 風太（乙類、芋）
- 信州そば焼酎 二八（乙類、そば）
- 信州白峯（甲類）
- 信州白峯そば焼酎（乙類）
- 信州白峯むぎ焼酎（乙類）

### 果実酒
- KIKUSUI CIDRE

### リキュール
- こだわり梅原酒（竜峡小梅使用）
- 花梨酒
- 柚子酒
- 桃酒
- ブルーベリー酒